# Yulia Valerianovna Zhadovskaya
Yulia Valerianovna Zhadovskaya (tiếng Nga: Юлия Валериановна Жадовская, 29 tháng 6 năm 1824 – 28 tháng 7 năm 1883) là nữ nhà thơ, nhà văn Nga.

## Tiểu sử
Yulia Zhadovskaya sinh làng Subbotino, tỉnh Yaroslav trong một gia đình nguốn gốc quý tộc. Mẹ mất sớm, được gửi cho dì nuôi. Học ở trường Pansion, tỉnh Kostroma, biết làm thơ từ rất sớm. Thời gian học ở Pansion, Yulia Zhadovskaya yêu thầy giáo của mình nhưng không được sự ủng hộ của bố. Hai người phải chia tay nhau những hình ảnh người yêu đầu luôn xuất hiện trong thơ bà. Sau đó được bố đưa Yulia Zhadovskaya về Moskva và Sankt-Peterburg học tiếp. Yulia Zhadovskaya được làm quen với nhiều nhà thơ nổi tiếng và bắt đầu in thơ từ năm 1846.
Thơ của Yulia Zhadovskaya chịu sự ảnh hưởng của Nikolay Nekrasov, gần gũi với những bài hát dân gian. Nhiều bài thơ của bà được phổ nhạc, trở thành những bài hát nổi tiếng đến tận ngày nay. Những mô-típ chính trong thơ bà là khóc cho tình yêu đã mất, hoài niệm về người tình cũ, sự khuất phục trước số phận, hy vọng về hạnh phúc và sự nhận thức cay đắng của kiếp phù du. Ngoài thơ, Yulia Zhadovskaya còn viết nhiều tiểu thuyết, truyện về đề tài tình yêu, hôn nhân và phụ nữ. Tuyển tập tác phẩm đầu tiên của bà được xuất bản năm 1885.

## Một vài bài thơ dịch sang tiếng Việt
| Ты скоро меня позабудешь Ты скоро меня позабудешь, Но я не забуду тебя; Ты в жизни разлюбишь, полюбишь, А я - никого,никогда! Ты новые лица увидишь И новых друзей изберешь; Ты новые чувства узнаешь И, может быть, счастье найдешь. Я - тихо и грустно свершаю, Без радостей, жизненный путь; И как я люблю и страдаю - Узнает могила одна! Я все еще его, безумная, люблю! При имени его душа моя трепещет; Тоска по-прежнему сжимает грудь мою, И взор горячею слезой невольно блещет. Я все еще его, безумная, люблю! Отрада тихая мне душу проникает, И радость ясная на сердце низлетает, Когда я за него создателя молю. Любви не может быть меж нами Любви не может быть меж нами: Ее мы оба далеки; Зачем же взглядами, речами Ты льешь мне в сердце яд тоски? Зачем тревогою, заботой С тобой полна душа моя? Да, есть в тебе такое что-то, Чего забыть не в силах я; Что в день печали, в день разлуки В душе откликнется не раз, И старые пробудит муки, И слезы вызовет из глаз. | Anh sẽ quên em Anh sẽ quên em như một giấc mơ Nhưng còn em không bao giờ quên cả Trong cuộc đời anh yêu người rồi bỏ Nhưng mà em không như thế bao giờ! Rồi những gương mặt mới sẽ tìm ra Anh sẽ chọn cho mình bao bạn mới Tình cảm mới lại sôi lên dữ dội Và biết đâu, hạnh phúc sẽ tìm ra. Còn em buồn rầu từ giã cõi đời Cuộc đời em niềm vui không hề có Em đang yêu và giờ đang đau khổ Chỉ một mình ngôi mộ biết mà thôi. Tôi điên rồ vẫn cứ yêu người ta Gọi tên người cõi lòng tôi giá buốt Một nỗi buồn thắt lại trong lồng ngực Giọt nước mắt cháy bỏng cứ trào ra. Tôi điên rồ vẫn cứ yêu người ta Tràn ngập lòng tôi một niềm vui lặng lẽ Trong con tim có điều gì hoan hỉ Tôi cầu trời ban phước cho người ta. Hai chúng mình không thể yêu nhau Cả hai xa lạ với tình quá đỗi Tại sao anh – bằng ánh mắt, lời nói Lại đem rót buồn vào trái tim em? Tại vì sao lại lo lắng, quan tâm Sao nỗi nhớ anh trong lòng dâng ngập? Vâng, có một điều gì rất khác Một điều mà em không đủ sức quên. Rằng trong ngày buồn, trong ngày ly biệt Giữa hồn em, không chỉ một lần Những nỗi khổ đau xưa tỉnh giấc Và trong mắt dòng lệ bỗng trào lên. Bản dịch của Nguyễn Viết Thắng. |